# Застава М19
Застава М19 је модуларна 6,5/7,62 mm вишенаменска аутоматска пушка, коју је развила фабрика „Застава оружје" из Крагујевца, усвојена је у наоружање Војске Србије 2020. године.

## Опис
Модуларна пушка М19, конструисана је на добро провереном Калашњиков принципу, у калибру 6,5x39mm Грендел или 7,62 x 39mm. Функционише на принципу позајмицу барутних гасова, а систем брављења је ротирајући затварач. Поузданост функционисања у различитим климатским и теренским условима је потврђена строгим методима испитивања у складу са војним стандардима. Температурни опсег оперативности пушке је од -30 °C do +50 °C. Модуларна пушка М19, у зависности од задатка и потребе, може користити цеви калибра 7,62 или 6,5 mm. Лаку и брзину замене цеви, без коришћења алата и без расклапања пушке, омогућава конструкција попречне браве на сандуку. Модуларна М19 на брз начин може да се прилагоди најразличитијим борбеним ситуацијама, јер осим цеви у различитим калибрима, у оквиру једног калибра постоје различите дужине цеви (254 mm и 415 mm), тако да се у основи исто оружје може користити као аутомат, јуришна пушка, лаки пушкомитраљез или „DMR" (designated marksman rifle). Промене калибра пушке захтева и промене оквира, а оквири су јасно обележени и уочљиво различити. Капацитет оквира је 30 метака за калибар 7.62×39 mm, а за калибар 6,5 mm оквири су капацитета 25 и 20 метака.
Пратећи модерне трендове аутоматског оружја, М19 има интегрисану целом дужином „Picatinny“ шину са поклопцем сандука и горњом облогом гасне коморе. На „Picatinny“ шини, зависно према тактичким потребама, могуће је монтирати све врсте оптоелектронских нишанских справа, зависно према тактичким потребама, док ручица за запињање затварача је у циљу лакше манипулације у свим положајима борца, премешта а у коначној верзији на предњи део „утопљена“ је у полимер („нежнији“ кинтакт) и може се, према жељи и склоности корисника, поставити на леву, десну или горњу страну (као на ФН СКАР моделу). Ручица за запињање не креће се са носачем затварача и затварачем и сврстава се у „Non-reciprocating" типа. Такође, регулатор паљбе се налази изнад рукохвата, обостран је и лако доступан без излажења из борбеног хвата пушке. Положаји регулатора паљбе су укочено, јединачно и рафално.
Кундак код М19 је преклопно-телескопски са подесивим наслоном за образ, у два положаја. Кундак је телескопски, са 5 предефинисаних дужина, преклапајући у десну страну. Задњи рукохват је ергономски побољшан и с предњим рукохватом чвршће је и стабилније држање, посебно приликом рафалне паљбе. Дугме држача оквира је проширено чиме се олакшава вађење и замена оквира. Испод композитне облоге могуће је монтирати ножице, лампу, предњи рукохват, као и потцевни бацач граната 40 mm (БГП-40) са којим се могу гађати циљеви од 50 до 400 m. Употребом БГП 40 mm постиже се ефикасна ватрена моћ на појединачне и групне циљеве, лако оклопљена борбена и неборбена возила, користећи димне гранате може се створити димна завеса до 400 m.
Пушка нема интегрисане механичке нишане. М19 има значајно повећану ефикасност дејства у ноћним условима, јер је опремљена термовизијским нишаном. Осим термалног нишана, М19 је такође опремљена и другим комплексним нишанским уређајима, као што су дневни и рефлексни оптички нишан. Оптичке и оптоелектронске уређаје за нову пушку развила је фирма Телеоптик Жироскопи из Земуна. На пушци је могуће инсталирати термовизијски нишан НТ-35, рефлексни нишан, монокулар пасивни МНВ-1, рефлексни нишан РС-М, оптички нишан НО М20 4x32 са рефлексним нишаном као додатком и пасивни нишан ПОС-11. На пушку је могуће такође монтирати додатак за ноћно виђење, ласерски обележавач циља и друго.
Осим тога, на основу истоветних конструкционих решења могуће је развити унапређену варијанту Заставе М21 у калибру НАТО 5.56 x 45 mm за светско тржиште.

## Корисници
- Србија-